# 總務廳 (日本)
總務廳（日语：／ Sōmu chō */?）是曾經存在的日本行政機關，負責規劃各行政機關的組織、員額、營運，並針對各行政機關進行監察、撫卹、各類統計等，此外負責青少年對策、北方領土對策等業務。

## 历史
1982年7月30日，第二次臨時行政調查會（第2次臨調）提出了綜合管理廳的設置構想。該構想將總理府人事局轉移到行政管理廳來成立，以使行政機關的人事、組織、員額等後勤管理一元化。
1984年7月1日，總務廳成立，為總理府的直屬機構。由行政管理廳與總理府部分單位（人事局、恩給局、統計局、北方對策本部、青少年對策本部、交通安全對策室等）合併而成。
2001年1月6日，根據中央省廳再編政策，總務廳併入新成立的總務省。

## 合併時的組織
- 內部部局
  - 長官官房
    - 秘書課
    - 總務課
    - 會計課
    - 企劃課
    - 交通安全對策室
    - 高齡對策室
    - 地域改善對策室

  - 人事局
  - 行政管理局
  - 行政評価局
  - 恩給局
  - 統計局
    - 統計基準部
- 外局
  - 青少年對策本部
  - 北方對策本部

## 國務大臣總務廳長官
| 代 | 氏名       | 內閣                               | 在任期間                       | 備考                   |
| -- | ---------- | ---------------------------------- | ------------------------------ | ---------------------- |
| 01 | 後藤田正晴 | 第2次中曾根內閣                    | 1984年7月1日 - 1985年12月28日  |                        |
| 01 | 後藤田正晴 | 第2次中曾根改造內閣                | 1984年7月1日 - 1985年12月28日  |                        |
| 02 | 江崎真澄   | 第2次中曾根再改造內閣              | 1985年12月28日 - 1986年7月22日 |                        |
| 03 | 玉置和郎   | 第3次中曾根內閣                    | 1986年7月22日 - 1987年1月25日  | 在任中死去             |
| -  | 後藤田正晴 | 第3次中曾根內閣                    | 1987年1月25日 - 26日           | 內閣官房長官事務代理   |
| 04 | 山下德夫   | 第3次中曾根內閣                    | 1987年1月26日 - 11月6日        |                        |
| 05 | 高鳥修     | 竹下內閣                           | 1987年11月6日 - 1988年12月27日 |                        |
| 06 | 金丸三郎   | 竹下改造內閣                       | 1988年12月27日 - 1989年6月3日  |                        |
| 07 | 池田行彥   | 宇野內閣                           | 1989年6月3日 - 8月10日         |                        |
| 08 | 水野清     | 第1次海部內閣                      | 1989年8月10日 - 1990年2月28日  |                        |
| 09 | 鹽崎潤     | 第2次海部內閣                      | 1990年2月28日 - 12月29日       |                        |
| 10 | 佐佐木滿   | 第2次海部改造內閣                  | 1990年12月29日 - 1991年11月5日 |                        |
| 11 | 岩崎純三   | 宮澤內閣                           | 1991年11月5日 - 1992年12月12日 |                        |
| 12 | 鹿野道彥   | 宮澤改造內閣                       | 1992年12月12日 - 1993年8月9日  |                        |
| 13 | 石田幸四郎 | 細川內閣                           | 1993年8月9日 - 1994年4月28日   |                        |
| -  | 羽田孜     | 羽田內閣                           | 1994年4月28日                  | 內閣總理大臣事務代理   |
| 14 | 石田幸四郎 | 羽田內閣                           | 1994年4月28日 - 6月30日        |                        |
| 15 | 山口鶴男   | 村山內閣                           | 1994年6月30日 - 1995年8月8日   |                        |
| 16 | 江藤隆美   | 村山改造內閣                       | 1995年8月8日 - 11月13日        | 引責辭任               |
| -  | 村山富市   | 村山改造內閣                       | 1995年11月13日 - 14日          | 內閣總理大臣事務代理   |
| 17 | 中山正暉   | 村山改造內閣                       | 1995年11月14日 - 1996年1月11日 |                        |
| 18 | 中西績介   | 第1次橋本內閣                      | 1996年1月11日 - 11月7日        |                        |
| 19 | 武藤嘉文   | 第2次橋本內閣                      | 1996年11月7日 - 1997年9月11日  |                        |
| 20 | 佐藤孝行   | 第2次橋本改造內閣                  | 1997年9月11日 - 22日           | 辭任                   |
| 21 | 小里貞利   | 第2次橋本改造內閣                  | 1997年9月22日 - 1998年7月29日  |                        |
| 22 | 太田誠一   | 小淵內閣                           | 1998年7月29日 - 1999年10月5日  |                        |
| 22 | 太田誠一   | 小淵第1次改造內閣                  | 1998年7月29日 - 1999年10月5日  |                        |
| 23 | 続訓弘     | 小淵第2次改造內閣                  | 1999年10月5日 - 2000年12月5日  |                        |
| 24 | 続訓弘     | 第1次森內閣                        | 1999年10月5日 - 2000年12月5日  |                        |
| 25 | 続訓弘     | 第2次森內閣                        | 1999年10月5日 - 2000年12月5日  |                        |
| 26 | 片山虎之助 | 第2次森改造內閣 （中央省廳再編前） | 2000年12月5日 - 2001年1月6日   | 郵政大臣、自治大臣兼務 |

## 關連項目
- 內閣府